# سنت (موسيقى)

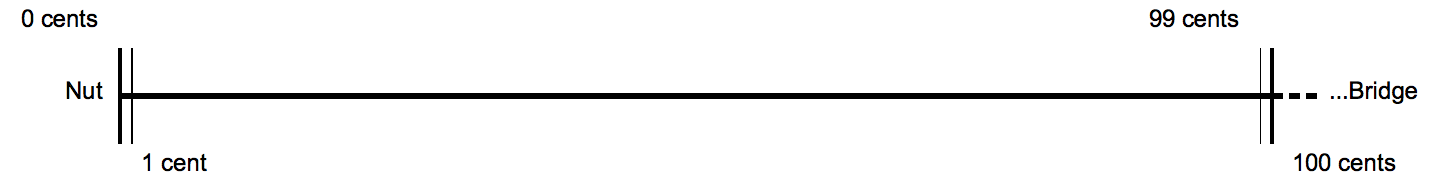
سنت واحد مقارن بنصف بعد بقيمة مقربة في جهاز مونوكورد.

السنت (بالإنجليزية: cent)‏ هي وحدة قياس لوغاريتمية مستعملة في المسافات الموسيقية. يقوم نظام ضبط الإثني عشر نغمة العملي بتقسيم الأوكتاف لاثني عشر نصف بعد في كل منها 100 سنت. تستعمل السنتات عادة للتعبير عن مسافات صغيرة، أو لمقارنة أحجام المسافات قابلة المقارنة في أنظمة ضبط مختلفة، بالإضافة إلى أن مسافة سنت واحد صغيرة جدا لدرجة أنها غير ملحوظة بين النوطات المتتالية.
السنت كما يصفه ألكسندر إليس يتبع عادة قياس مسافات بلوغاريتمات بدأت مع خوان كارمويل ي لوبكوويتز في القرن 17. اختار إليس تأسيس قياساته على الجزء من المائة من نصف البعد، 1200√2، منفذا اقتراح روبرت هولفورد ماكدويل بوسانكوي. قام بقياسات مكثفة لآلات موسيقية حول العالم، مستخدما السنت ليسجل ويقارن السلالم الموسيقية المستخدمة، وواصل وصف وتوظيف النظام في نسخته الصادرة سنة 1875 من On the Sensations of Tone لهرمان فون هلمهولتز. أصبحت هذه الطريقة المعيارية لتمثيل ومقارنة الحدات وامنسافات الموسيقية.

## سنتيتون
السنتيتون (بالإنجليزية: centitone)‏ هي مسافة موسيقية (21⁄600) تساوي سنتين اثنين (22⁄1200) اقترح ويدوغاست إرينغ في Die reine Stimmung in der Musik سنة 1989 أنها وحدة قياس () تساوي 600 بعد في الأوكتاف، ثم اقترح بعده جوزيف ياسر في A Theory of Evolving Tonality سنة 1932 أنها تساوي 100 خطوة في كل بعد مضبوط عمليا.
| سنتيتونات      | سنت             |
| -------------- | --------------- |
| 1 سنتيتون      | 2 سنت           |
| 0.5 سنتيتون    | 1 سنتات         |
| 21⁄600         | 2⁄1200          |
| 50 بكل نصف بعد | 100 بكل نصف بعد |
| 100 بكل بعد    | 200 بكل بعد     |

### هوامش
1. ↑  Barbieri, Patrizio (1987). "Juan Caramuel Lobkowitz (1606–1682): über die musikalischen Logarithmen und das Problem der musikalischen Temperatur", Musiktheorie, 2/2, pp. 145–68.
2. ↑  ألكسندر إليس: On the Musical Scales of Various Nations Facsimile of the 1885 article in the Journal of the Society of Arts (Accessed January 2020) نسخة محفوظة 29 أبريل 2020 على موقع واي باك مشين.
3. ↑  Benson, Dave (2007). Music: A Mathematical Offering, p.166. Cambridge. (ردمك 9780521853873). "The system most often employed in the modern literature."
4. ↑  Renold, Maria (2004). Intervals, Scales, Tones and the Concert Pitch C = 128 Hz, p. 138. Translated from German by Bevis Stevens, edited by Anna Meuss (1998). Temple Lodge. (ردمك 9781902636467). "Interval proportions can be converted to the cent values which are in common use today."
5. ↑  Randel, Don Michael (1999). The Harvard Concise Dictionary of Music and Musicians, p. 123. (ردمك 9780674000841). Randel, Don Michael (2003). The Harvard Concise Dictionary of Music and Musicians, pp. 154, 416. (ردمك 9780674011632).